# Странная парочка (телесериал, 2015)
«Стра́нная па́рочка» (англ. The Odd Couple) — американский многокамерный ситком канала CBS, основанный на одноимённой пьесе Нила Саймона, и являющийся ремейком одноимённых сериалов 70-х и 80-х годов. В роли лентяя Оскара Мэдисона — Мэтью Перри, который также выступил создателем и исполнительным продюсером, и Томас Леннон в роли придурковатого Феликса Ангера. Шоураннером проекта выступил Боб Дэйли. О запуске сериала было объявлено в декабре 2013 года, а премьера должна состояться в мидсезон 2014-15 годов. Ситком дебютировал 19 февраля 2015 года с крайне негативными отзывами от критиков.
11 мая 2015 года канал продлил сериал на второй сезон, премьера которого состоялась 7 апреля 2016 года. 16 мая 2016 года сериал был продлён на третий сезон, который получил сокращённый заказ.
15 мая 2017 года сериал был официально закрыт после трёх сезонов.

## Сюжет
Выставленный своей бывшей женой Кейти, занудный фотограф Феликс Ангер (Леннон) поселяется у своего лучшего друга, спортивного журналиста Оскара Мэдисона (Перри), которого бросила жена Линдсей из-за его разгильдяйства.
Герои сериала близки к оригиналу, включая Кейти и Линдсей (Линдсей Слоун) Пиджон, сестёр и бывших жён Феликса и Оскара, живущих в одном доме. Также Оскар регулярно проводит игры в покер, одним из игроков в который является полицейский Тедди (Уэнделл Пирс). Имена героев оригинала Мюррэя, Сесиль и Гвендолин были переименованы в Тедди, Кейти и Линдсей соответственно.

## В ролях
- Мэттью Перри в роли Оскара Мэдисона[2]
- Томас Леннон в роли Феликса Ангера[3]
- Иветт Николь Браун в роли Даниэль «Дэни» Дункан
- Линдсей Слоун в роли Эмили
- Уэнделл Пирс в роли Тедди, агента Оскара[13]